# Claudius Alpinus
Claudius Alpinus (sein Praenomen ist nicht bekannt) war ein im 1. Jahrhundert n. Chr. lebender Angehöriger des römischen Ritterstandes (Eques).
Durch ein Militärdiplom, das auf den 12. Juli 96 datiert ist, ist belegt, dass Alpinus 96 Kommandeur der Cohors VI Thracum war, die zu diesem Zeitpunkt in der Provinz Moesia superior stationiert war.